# Universidad de Educación Física Józef Piłsudski

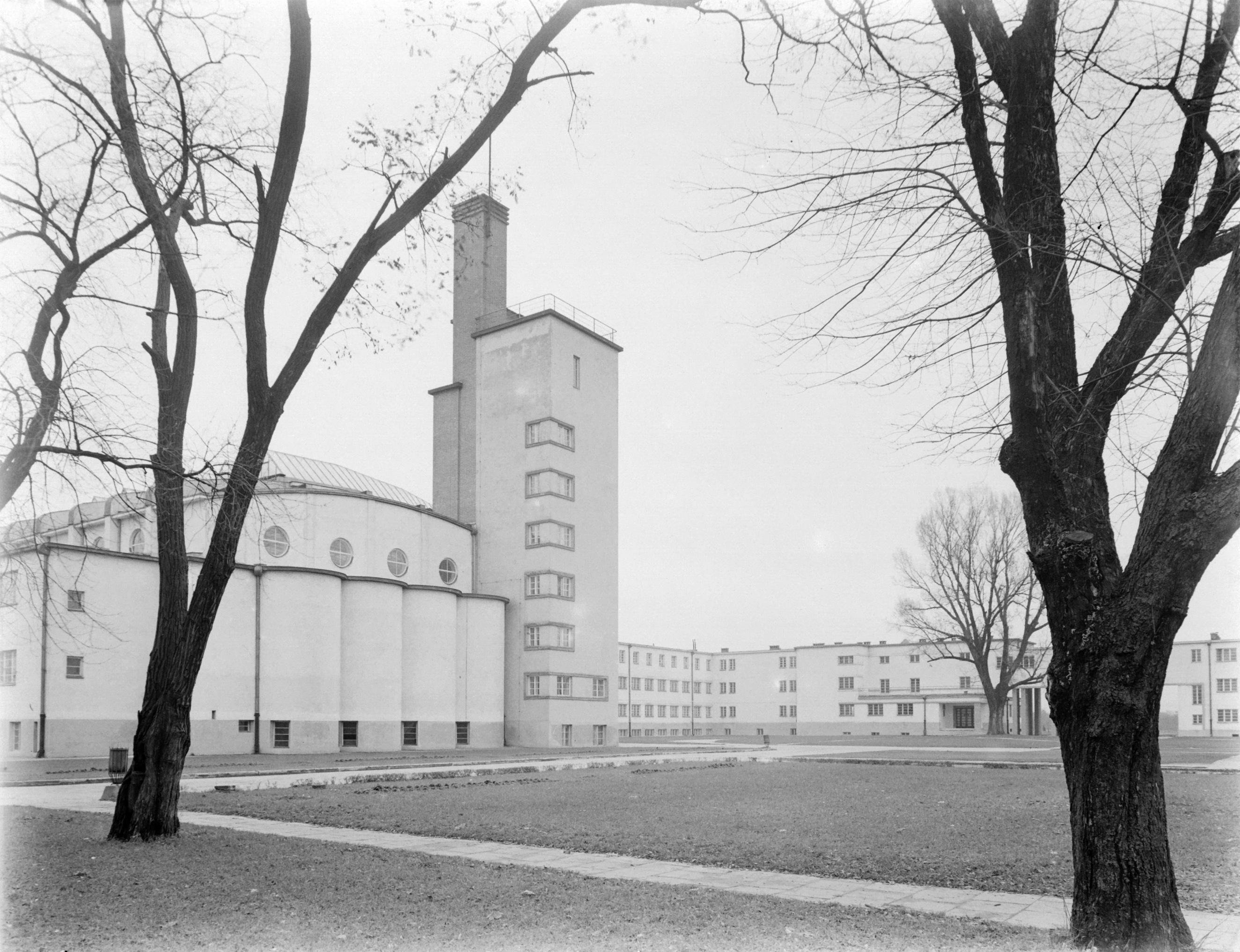
Imagen del campus en 1934

La Universidad de Educación Física Józef Piłsudski (en polaco: Akademia Wychowania Fizycznego Józefa Piłsudskiego w Warszawie) es una institución pública de educación superior en Varsovia (Polonia).

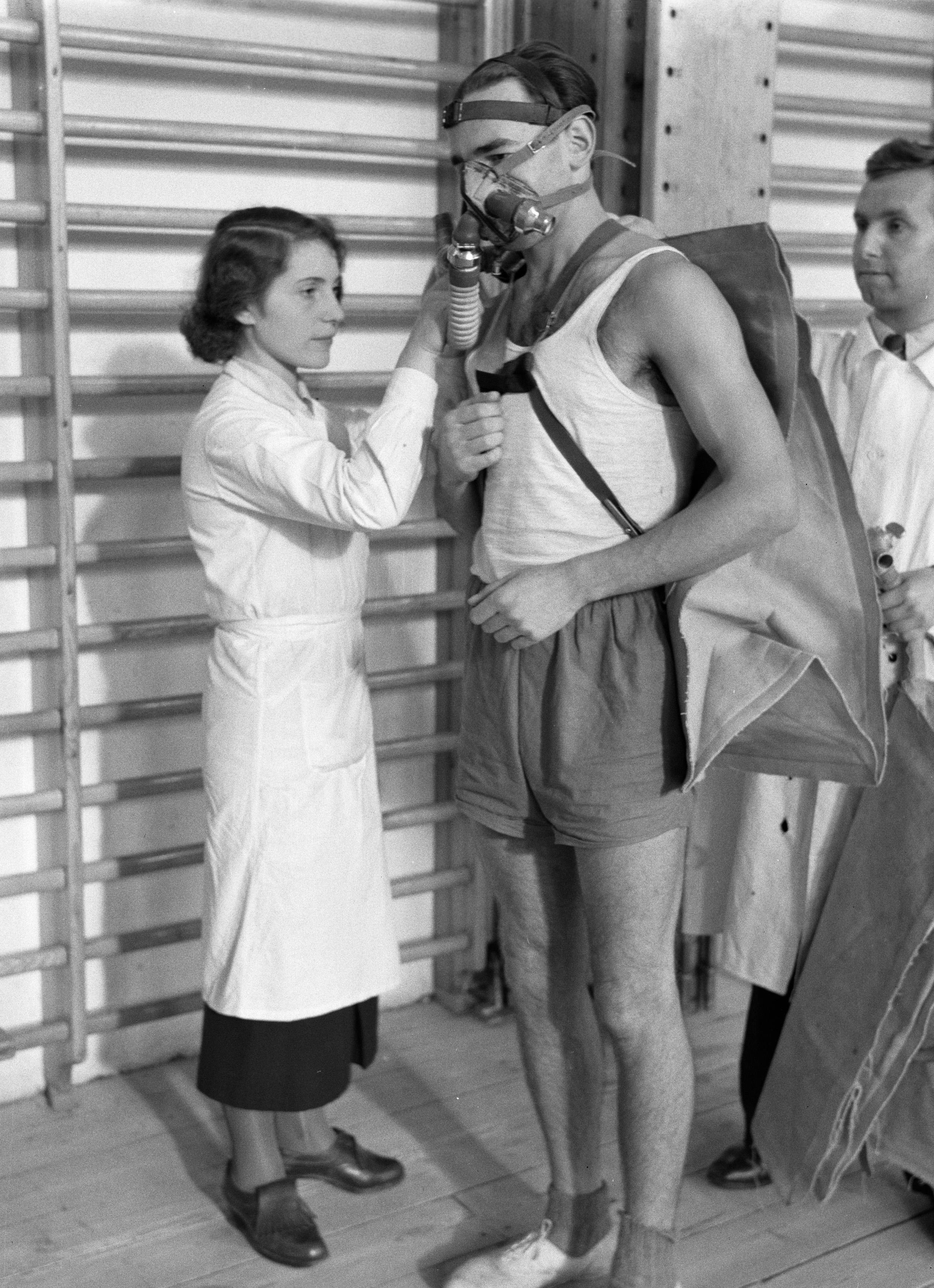
Experimento temprano en espirometría

## Historia
Llamada así en honor al estadista polaco de principios del siglo XX Józef Piłsudski, fue fundada en 1929 como Instituto Central de Ejercicio Físico. Durante el período comunista (1947-1990) pasó a llamarse Academia de Educación Física Karol Świerczewski, en homenaje al general Karol Świerczewski.
Durante Segunda Guerra Mundial, su comunidad educativa sufrió numerosas bajas, entre ellos el presidente Jerzy Nadolski y seis profesores del instituto fueron víctimas de la gran Masacre de Katin, en abril–mayo de 1940. 
Su rector es Bartosz Molik (elegido para el periodo 2020-2024).
Parte de la academia se encuentra en Biała Podlaska.

## Programa de estudios
- Fisioterapia
- Turismo y recreación
- Educación física
- Deporte
- Enfermería
- Terapia ocupacional
- Cosmetología (WWFiS en el campus Biała Podlaska)

La Academia también ofrece estudios de posgrado y doctorado.